# Diaphorus chalybeus
Diaphorus chalybeus är en tvåvingeart som först beskrevs av Roder 1892.  Diaphorus chalybeus ingår i släktet Diaphorus och familjen styltflugor.
Artens utbredningsområde är Ecuador. Inga underarter finns listade i Catalogue of Life.